# ورباس، دانمارک
ورباس (به دانمارکی: Vorbasse) یک شهرک در دانمارک است که در شهرداری بیلوند واقع شده‌است. ورباس ۱٬۲۶۹ نفر جمعیت دارد.